# Die gold’ne Meisterin
Personnages
- Margarete, riche veuve d'un orfèvre (soprano)
- Christian, compagnon orfèvre auprès de Margarete (ténor)
- Portschunkula, la gouvernante de Margarete (mezzosoprano)
- le comte Jaromir auf Greifenstein (ténor-bouffon)
- le chevalier Fridolin von Gumpendorf (ténor-bouffon)
- Frère Ignatius (acteur chanteur)
- Friedl, apprentie (soubrette)
- L'Aîné (basse)
- Contessa Giulietta (rôle parlé)
- Frère Severinus (rôle parlé)
- Frère Peregrinus (rôle parlé)
- Gens du peuple, apprentis, compagnons, troubadours, pages, bonnes, soldats, invités, musiciens, tonnelier, serveur (chœur, ballet)

Airs
- Du liebe gold’ne Meisterin
- O Jaromir
- Gräfin sein
- Du sagtest, Holde, werde mein
- Lustig ist das G‘sellenleben
- Aber du, du mein Herz, was sagst du?
- So tanzt man nur in Wien

Die gold’ne Meisterin (en français La Maîtresse dorée) est une opérette d'Edmund Eysler sur un livret de Julius Brammer et Alfred Grünwald, créée en 1927 à Vienne.

## Description
L'ouvrage, en trois actes et en langue allemande, est créé le 13 septembre 1927 au Theater an der Wien à Vienne en Autriche.

## Postérité
Die gold'ne Meisterin apporte au compositeur Edmund Eysler le plus grand succès de sa vie.
Cette opérette serait la préférée d'Adolf Hitler. Après l'annexion de l'Autriche, les nazis se rendent compte que de nombreux musiciens (dont Johann Strauss) ne correspondent pas aux idées des nouveaux dirigeants et falsifient des documents et des biographies.

## Argument
L'action se déroule à Vienne dans les années 1560.

### Acte I

#### Une orfèvrerie
Depuis quelques semaines, Christian est compagnon dans l'orfèvrerie de Margarete, connue bien au-delà de Vienne, veuve très jeune et héritière de l'entreprise de son mari. Tous ceux qui connaissent la belle femme ne parlent que de la "maîtresse dorée". Bien qu'elle ait un sens aigu de la pratique et qu'elle ait les deux pieds bien ancrés dans la vie, elle a un petit défaut : son grand amour appartient à tout ce qui touche à la noblesse. Il y a quelque temps, elle était l'invitée secrète du bal masqué annuel de la noblesse viennoise. Elle y fait la connaissance d'un charmant danseur qui l'appelle toujours « princesse ». Elle s'appuie encore aujourd'hui sur cette heureuse expérience.
Un jour, la comtesse italienne Giulietta entre dans la boutique de Margarete et lui demande de fabriquer une assiette en or extrêmement élaborée pour une fête de famille. Lorsque Margarete appelle son assistant pour lui demander s'il pouvait faire un tel travail, la comtesse n'en croit pas ses yeux. Elle connaît le jeune homme de Rome, où il travaillait comme sculpteur. Lorsque les affaires cessèrent d'aller si bien, il quitta la Ville éternelle et retourna dans sa Vienne bien-aimée. Margarete apprécie beaucoup son compagnon, il est aussi épris de sa maîtresse. Mais il n'a pas non plus osé lui avouer son amour.
Dans la conversation de Christian avec Giulietta, Margarete apprend que son compagnon était le danseur qui prétendait la prendre pour une princesse et que cette plaisanterie l'amusait. Cela met la Maîtresse en colère. Elle aimerait donner congé à son compagnon, mais alors il faudrait qu'elle rembourse la comtesse. Alors elle le garde à contrecœur.

### Acte II

#### Cour impériale
Margarete a invité à un bal maison. Le chevalier Fridolin von Gumpendorf et son ami le comte Jaromir auf Greifenstein font également partie de la fête. Les deux sont à la recherche d'une femme riche, car leurs portefeuilles sont faibles depuis longtemps. Ils espèrent pouvoir restructurer leurs finances grâce à un mariage convenable. Jaromir prend au piège Margarete et la couvre tant de compliments que les yeux de la belle femme sont éblouis.
Christian prend sa patronne à part et lui explique qu'il connaît le comte de Nuremberg. Il était connu sous le nom de Hallodri. Incidemment, le comte est également fiancé. Cependant, Margarete a tellement de chance qu'elle ignore tous les avertissements de son compagnon. Christian planifie déjà le projet d'écrire au grand-père de la mariée, qu'il connait bien, pour qu'il vienne à Vienne passer un savon à son futur petit-fils. Mais au moment où le message arrivera à Nuremberg par la poste, il sera probablement trop tard de toute façon. Il faut agir immédiatement ! Christian quitte le bal et revient peu de temps après déguisé en vieil homme. Il annonce bruyamment que le comte Jaromir a abandonné sa femme avec quatre enfants illégitimes. Il ne supporte pas la honte et se faufile secrètement. Lorsque Christian se révèle maintenant, la maîtresse se sent trompée par lui pour la deuxième fois. Quand elle lui crie dessus avec colère, elle regrette immédiatement ce qu'elle a fait. Pourtant, Christian n'est pas prêt à se réconcilier avec la femme qu'il aime tant. Il quitte le bal d'un air grincheux.

### Acte III

#### Brasserie de l'abbaye de Klosterneuburg
L'augustinien Ignace jouit d'une grande réputation pour sa capacité à aider les jeunes qui ont le cœur brisé. Aujourd'hui, il reçoit la visite de quatre personnes : le comte Jaromir auf Greifenstein, le chevalier Fridolin von Gumpendorf, le compagnon orfèvre Christian et sa maîtresse demandent conseil au frère Ignace. L'un après l'autre, chacun doit s'asseoir sur la magique « Chaise Boniface » ; car quiconque est assis dessus ne peut se dérober à la vérité dans ses paroles. Le chevalier Fridolin avoue qu'il a promis à la gouvernante de Margarete, Portschunkula, de l'épouser. Cependant, il n'était plus complètement sobre quand il a fait cela. Mais lorsqu'il apprend que Portschunkula a accumulé une petite fortune au cours de sa vie, il accepte rapidement de tenir sa promesse. Le comte Jaromir assure qu'il épousera sa fiancée de Nuremberg, d'autant plus qu'il a depuis été informé qu'elle a fait un riche héritage. Et quant au compagnon orfèvre et à sa maîtresse, le mariage peut déjà être planifié.

## Orchestration
| Instrumentation de Die gold'ne Meisterin       |
| Bois                                           |
| 2 flûtes, 2 hautbois, 2 clarinettes, 2 bassons |
| Cuivres                                        |
| 3 cors, 2 trompettes, 3 trombones              |
| Percussions                                    |
| Tambours                                       |

## Source de la traduction
- (de) Cet article est partiellement ou en totalité issu de l’article de Wikipédia en allemand intitulé « Die gold’ne Meisterin » (voir la liste des auteurs).